# ویدور (شهر)
ویدور (به دانمارکی: Hvidovre) یک شهر و منطقهٔ مسکونی در کمون ویدور در دانمارک است که در حومه شهر کپنهاگ (در حدود ۱۰ کیلومتری جنوب غربی آن) واقع شده‌است.

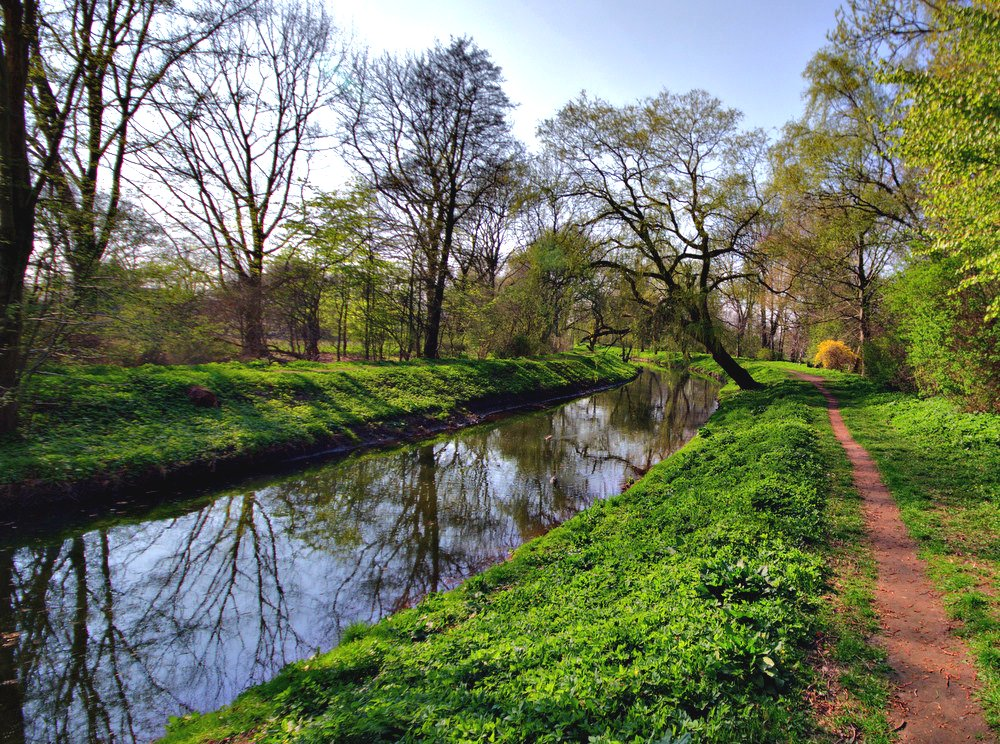
تصویری از نهر هرستروپ در ویدور

ویدور ۲۲٫۸۴ کیلومتر مربع مساحت و ۵۳٬۵۲۷ نفر جمعیت دارد. در سال ۱۹۲۹ میلادی، یک شمشیر ۳۵۰۰ ساله از عصر برنز در کنده‌کاری‌های این شهر به‌دست آمد. در ماه مه ۱۹۴۵ میلادی، تنها چند روز پیش از پایان جنگ جهانی دوم، یک درگیری مسلحانهٔ خیابانی میان نیروهای جنبش مقاومت دانمارک و پلیس افتخاری دست‌نشاندهٔ آلمان نازی در خیابان‌های این شهر درگرفت. در دانمارک، این شهر به سبب افتخارات ورزشی‌اش به‌ویژه در فوتبال شهرت دارد و زادگاه دنیل اگر، توماس کالنبرگ، مایکل کرون-دلی و یانیک وسترگارد است. باشگاه فوتبال این شهر، برندهٔ جام حذفی فوتبال دانمارک در سال ۱۹۸۰ شد. در سال ۱۹۶۷، باشگاه فوتبال این شهر، به لیگ قهرمانان اروپا راه یافت و قهرمان پیشین آن بازل را شکست داد. دفتر مرکزی شرکت فیلم‌سازی زنتروپا در این شهر واقع شده است.